# Copa Confederaciones de fútbol sala 2009
La Copa Confederaciones de fútbol sala 2009 (oficialmente en inglés, Al-Fateh Futsal Continental Cup 2009) fue la primera edición de este torneo y se realizó entre el 6 y el 12 de octubre de 2009 en Trípoli (Libia).
La competición estuvo marcada por la ausencia de las selecciones de Brasil y España, esta última renunció sólo tres días antes del comienzo.

## Equipos participantes
| Confederación | Equipo        | Vía de clasificación                                 |
| ------------- | ------------- | ---------------------------------------------------- |
| UEFA          | España        | Campeón de la Eurocopa de 2007                       |
| CONMEBOL      | Uruguay       | Subcampeón de la Copa América de 2008                |
| CONCACAF      | Guatemala     | Campeón del Campeonato de Futsal de Concacaf de 2008 |
| AFC           | Irán          | Campeón de la Copa Asiática de 2008                  |
| CAF           | Libia         | Campeón de la Copa Africana de 2008                  |
| OFC           | Islas Salomón | Campeón del Campeonato de Futsal de la OFC de 2009   |

## Árbitros
- Tawfiq Al-Dawi
- Ahmed Fitouri
- Mohammed Obeid
- Shams al-Din Allmty
- Abd-Alaali Alzeidani
- Angulo Chataao
- Francisco Rivera Llerenas
- Hector Asturado
- Edi Sunjc
- Karel Henych

## Torneo final

### Clasificación
| Equipo        | PJ | G | E | P | GF | GC | DG  | Pts |
| ------------- | -- | - | - | - | -- | -- | --- | --- |
| Irán          | 4  | 4 | 0 | 0 | 15 | 4  | +11 | 12  |
| Uruguay       | 4  | 2 | 0 | 2 | 19 | 11 | +8  | 6   |
| Libia         | 4  | 2 | 0 | 2 | 11 | 11 | 0   | 6   |
| Guatemala     | 4  | 1 | 1 | 2 | 14 | 16 | –2  | 4   |
| Islas Salomón | 4  | 0 | 1 | 3 | 12 | 29 | –17 | 1   |

### Encuentros disputados
| Fecha      | Local         | Resultado  | Visitante     |
| ---------- | ------------- | ---------- | ------------- |
| 06-10-2009 | Libia         | 6–5 (1–3)  | Islas Salomón |
| 07-10-2009 | Irán          | 4–2 (2–2)  | Guatemala     |
| 07-10-2009 | Islas Salomón | 1–11 (0–7) | Uruguay       |
| 08-10-2009 | Libia         | 3–2 (1–1)  | Guatemala     |
| 09-10-2009 | Irán          | 4–2 (3–1)  | Uruguay       |
| 09-10-2009 | Islas Salomón | 6–6 (4–2)  | Guatemala     |
| 10-10-2009 | Islas Salomón | 0–6 (0–4)  | Irán          |
| 10-10-2009 | Libia         | 2–3 (2–1)  | Uruguay       |
| 11-10-2009 | Uruguay       | 3–4 (1–2)  | Guatemala     |
| 12-10-2009 | Libia         | 0–1 (0–0)  | Irán          |